# Tangara à gorge noire
Lanio aurantius
Espèce
Statut de conservation UICN

 LC  : Préoccupation mineure
Le Tangara à gorge noire (Lanio aurantius) est une espèce de passereaux appartenant à la famille des Thraupidae.